# 清水寺 (安来市)

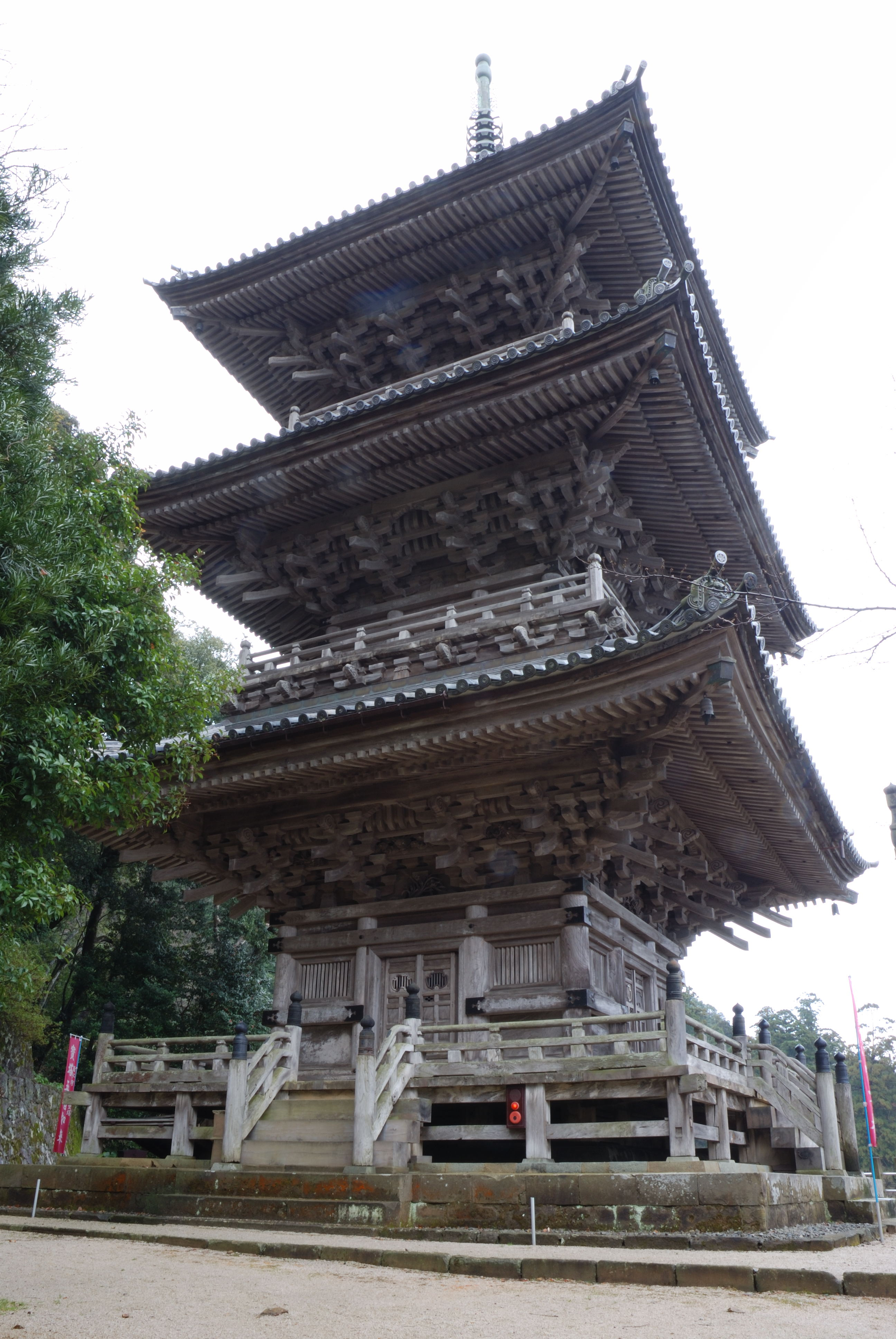
三重塔

清水寺（きよみずでら）は、島根県安来市清水町にある天台宗の寺。山号は瑞光山（ずいこうざん）。中国観音霊場第28番札所、出雲観音霊場第27番札所、出雲國神仏霊場第11番札所。開山は尊隆上人、本尊は十一面観世音菩薩。周辺は清水月山県立自然公園（清水寺地区）となっている。

## 歴史
寺伝では用明天皇2年（587年）、尊隆上人により開かれたというが、一時廃れ、大同元年（806年）平城天皇の勅旨を受け、盛縁上人により復興されたという。
その後承和14年（847年）、唐からの帰路立ち寄った円仁（慈覚大師）により光明真言会が創められ、天台宗に帰依したという。
その後幾度かの火災と復興を経て、明徳4年（1393年）にほぼ現在の寺域が定まったが、戦国時代兵火に襲われ根本堂以外の建物は焼失した。伽藍はその後毛利氏及び松平氏により復興され、加えて安政6年（1859年）には信徒の手により三重塔が建立され、現在の形となった。
根本堂などが国指定重要文化財、三重塔などが島根県指定文化財となっている。

## 伽藍
- 大門
- 開山堂
- 弁才天堂
- 本坊
- 蓮乗院
- 閼伽井堂
- 稲荷社
- 常行堂
- 護法堂
- 根本堂
- 毘沙門堂
- 護摩堂
- 鐘楼
- 三重塔
- 仁王門

## 文化財

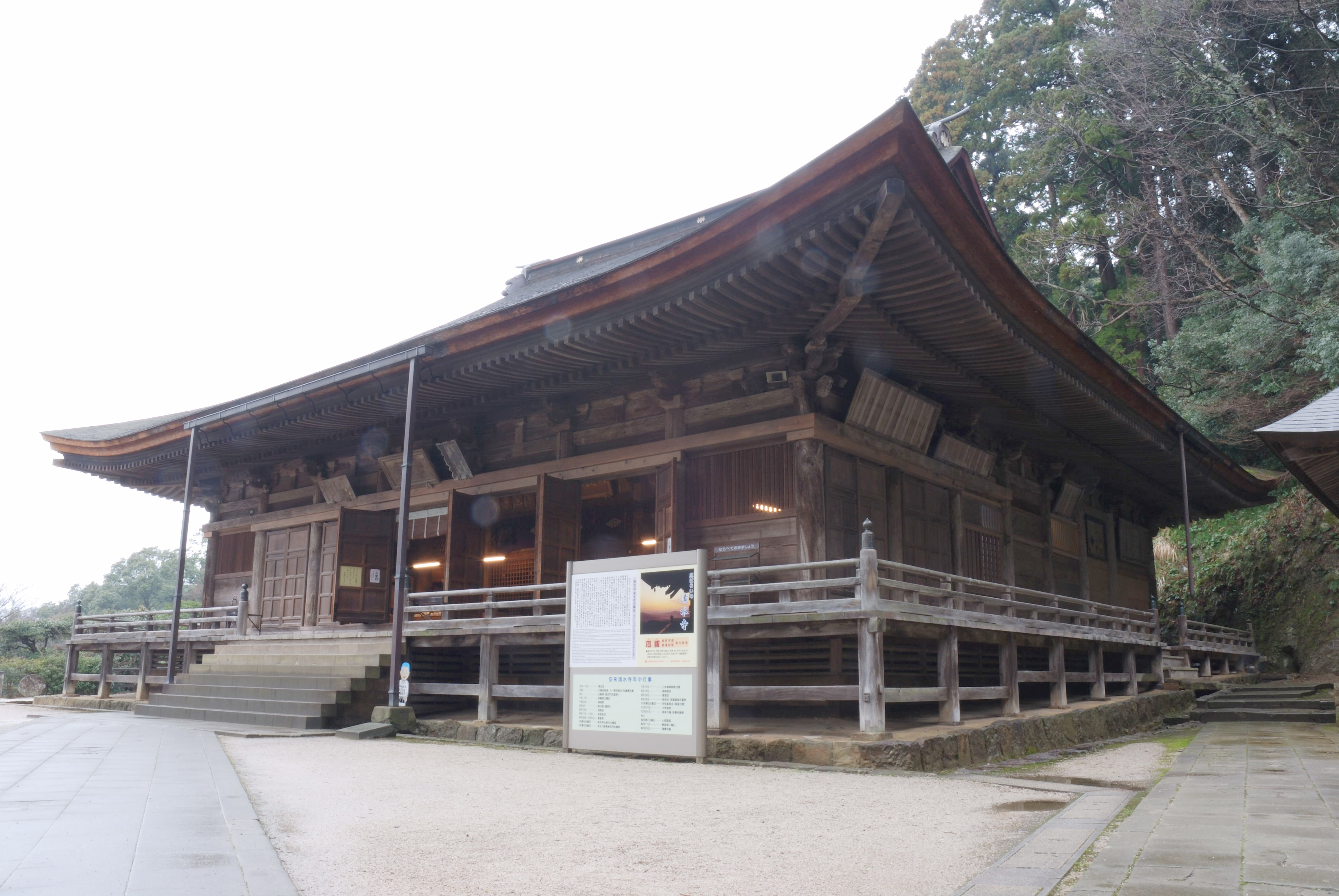
根本堂

### 重要文化財（国指定）
建造物
- 根本堂 附:棟札4枚 - 明徳4年（1393年）

彫刻
- 木造十一面観音立像 - 平安時代
- 木造阿弥陀如来両脇士坐像 3躯 - 平安時代
- 木造阿弥陀如来坐像 - 平安時代
- 木造摩多羅神坐像 嘉暦四年覚清作（1329年）

### 島根県指定有形文化財
建造物
- 清水寺三重塔 附:工作図板1面 - 安政6年（1859年）

彫刻
- 木造十一面観音立像 - 平安時代
- 石造線刻大日如来坐像 - 正嘉元年（1257年）
- 木造四天王立像（4躯） - 鎌倉時代

工芸品
- 銅鐘 - 応永28年（1421年）
- 鰐口 - 嘉吉3年（1443年）
- 金銅十一面観音像懸仏 - 応永20年（1413年）
- 鰐口 - 文禄4年（1595年）

## 行事
- 1月1日～1月5日 - 修正会
- 4月29日～5月5日 - 還誕祭
- 5月第4日曜日 - 仏教文化講座
- 8月23日 - 萬燈会
- 10月第3日曜日 - 光明真言会
- 12月17日 - 大梵焼祭
- 12月31日 - 除夜祭

## 所在地
- 島根県安来市清水町528

## 交通アクセス
- JR安来駅からイエローバスで14分（運賃は大人200円）。
- JR米子駅からイエローバスで18分（運賃は大人200円）。

## 精進料理と清水羊羹
円仁（慈覚大師）が立ち寄った際、光明真言とともに精進料理と羊羹が伝わったとされる。現在、精進料理を提供する旅館が2軒・日本料理店が1軒、清水羊羹の販売店が4軒所在する。
精進料理
- 安来清水寺 紅葉館 - 安来市清水町528
- 安来清水寺 松琴館 - 安来市清水町527
- 清水茶屋 ゆう心 - 安来市清水町10-7

清水羊羹
- 深田豊隆堂 - 安来市清水町138
- 黒田千年堂 - 安来市清水町110-1
- 遠藤瑞泉堂 - 安来市清水町155
- 西村堂 - 安来市清水町49

## 前後の札所
中国三十三観音霊場
27 雲樹寺 -- 28 清水寺 -- 29 大山寺